# Ivo Ringe
Ivo Ringe, né le 5 juillet 1951 à Bonn) est un peintre, lecteur, commissaire d'expositions et artiste allemand. Il est un représentant de l'art concret, dont les œuvres peuvent également être classées dans le Minimalisme et la peinture Hard edge.

## Biographie
Ivo Ringe a étudié la sculpture à l'Académie des beaux-arts de Düsseldorf avec Joseph Beuys en 1972. Il a fait partie du courant de l'art minimal des élèves de Beuys tels que Imi Knoebel et Blinky Palermo. En 1974, il est passé à la classe de Rolf Sackenheim et s'est désormais consacré à l'étude de l'art graphique libre. En 1977, Sackenheim l‘a nommé élève de maîtrise. Pendant ses études, Ringe s'est occupé avec de groupes de papier peint et d'ornements traditionnels de l'Orient. Il a réalisé des sérigraphies, des gravures et des céramiques. De 1973 à 1975, il a été tuteur en gravure, université de Bonn, création du département de sérigraphie.

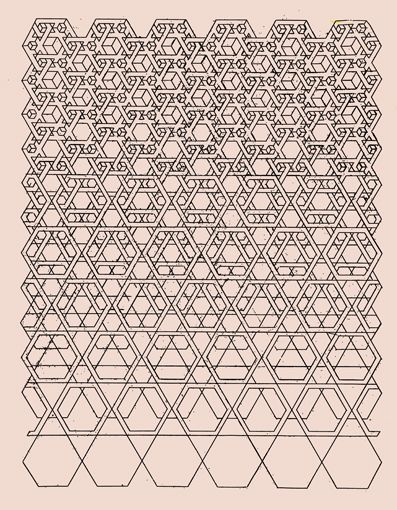
Evolve, Gravure sur papier à la cuve, 1977.
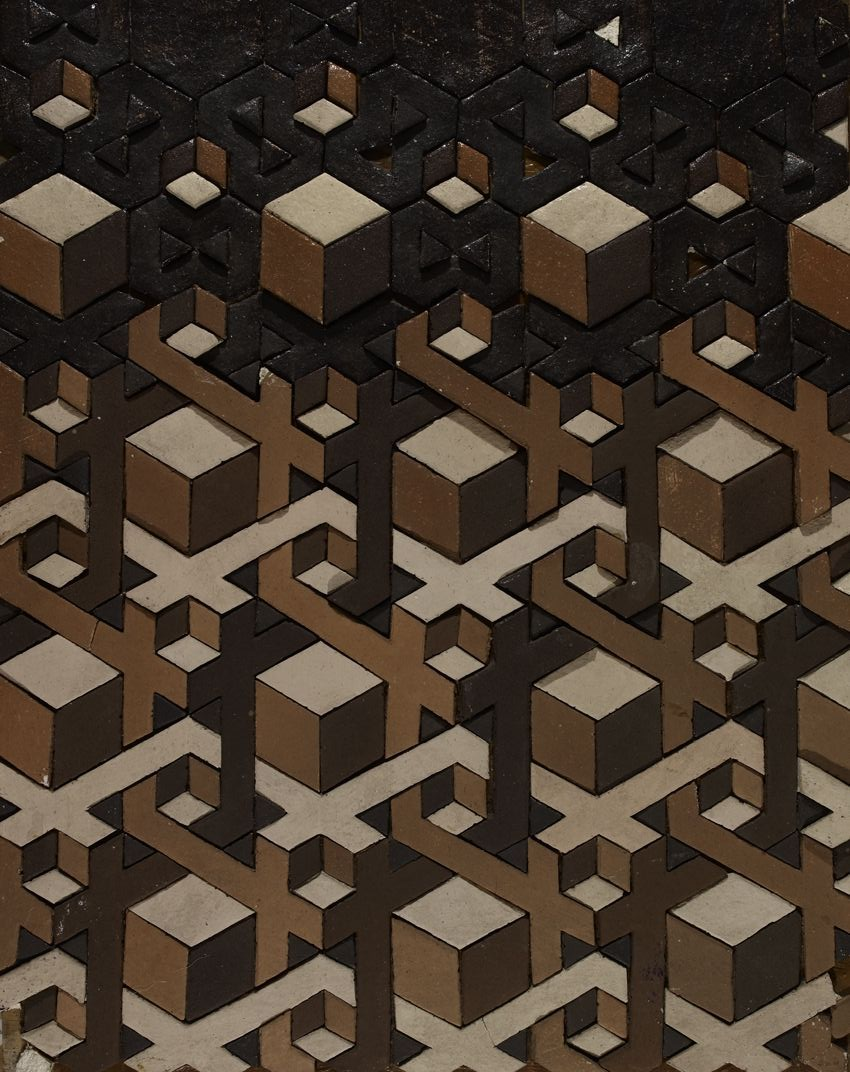
Sechseck, céramique émaillée, 1976.
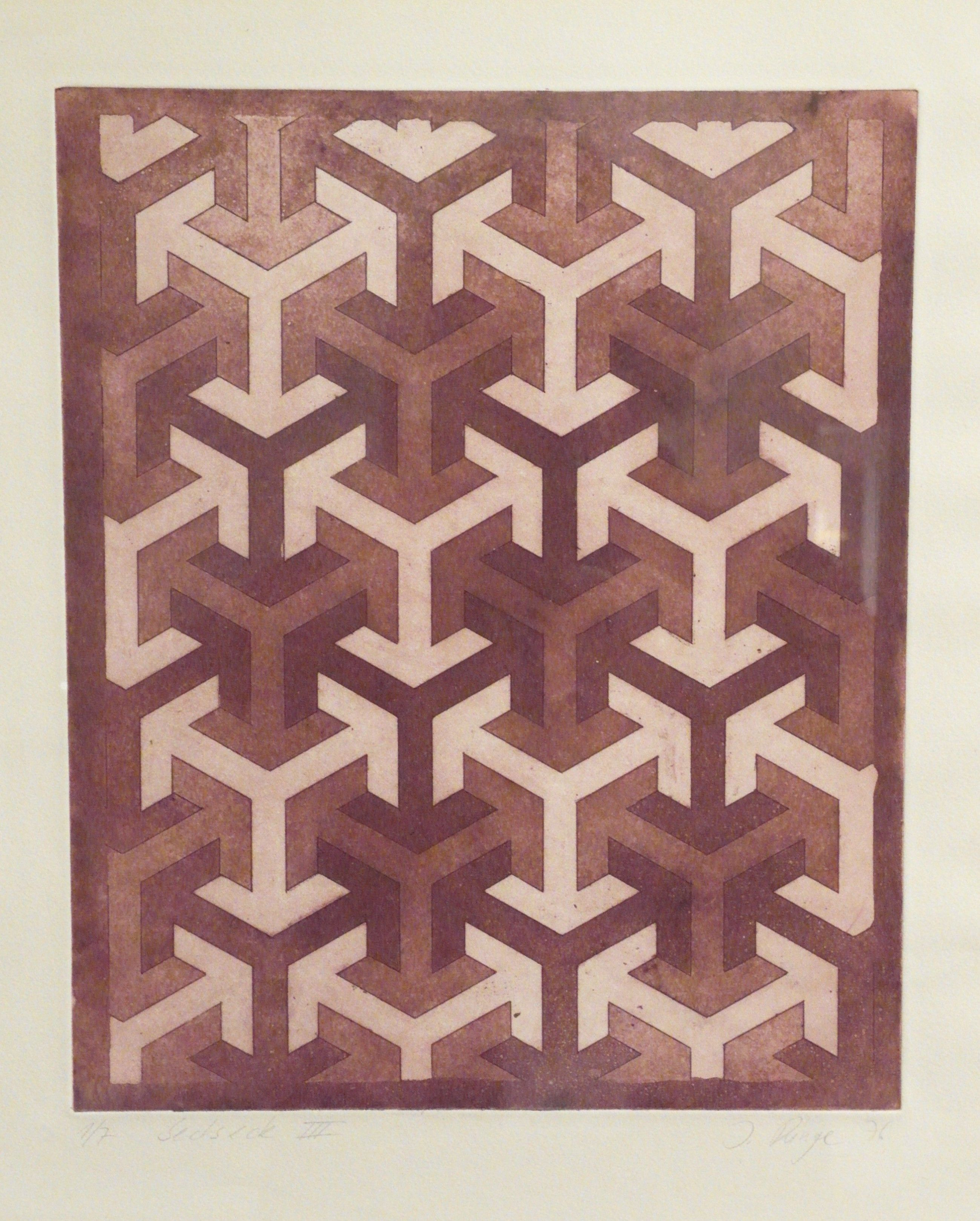
Sechseck III, Aquatinte-Gravure sur papier à la cuve, 1976.

En 1992, un incendie dans son atelier a détruit une grande partie des œuvres de l'artiste.
Depuis 2008, il est lecteur aux départements de technique de dessin et de technique d'illustration à l'école de design Ecosign, fondée par Karin-Simone Fuhs. Depuis 2011, il est chargé de cours et, depuis 2014, il est directeur artistique du Studio for Visual Arts de la université de Bonn. En 2015, il a présenté une exposition extensive de son travail au Kunsthaus Rehau, et Eugen Gomringer a écrit un sonnet sur certaines de ses œuvres.
La chanteuse et compositrice Amy Antin a sorti en 2020 une chanson consacrée à la pratique artistique d'Ivo Ringe. Elle y décrit l'impact des œuvres d'art de Ringe sur sa propre expérience (extrait du texte): 

« Each stroke of paint, each thickened line

Slashes the sky in a sudden design

That shatters us on the inside

Is it the path to holiness
Is it the math, the map to bliss
Is it the pulse of the galaxies
Or is it the song that sings in me? »

— Amy Antin, First Song in the Morning: Ivo Ringe
(Traduction: «Chaque trait de  peinture, chaque ligne épaissie/ Fend le ciel dans un dessin soudain/ Qui nous brise à l'intérieur/ Est-ce le chemin de la sainteté/ Est-ce le math, la carte de la joie/ Est-ce le pouls des galaxies/ Ou est-ce la chanson qui chante en moi?»)
Elle y aborde les techniques et les intérêts de l'artiste, qui s'intéresse à l'interaction des proportions et des couleurs. Dans sa chanson, Antin explique qu'elle perçoit ces éléments et qu'ils lui parlent à l'âme, même si elle ne peut pas nommer précisément comment l'artiste obtient ces effets.
Ringe vit et travaille à Cologne. Il est membre du Deutscher Künstlerbund. Ivo Ringe est marié à la sculptrice américaine Heather Sheehan.

## Œuvre artistique
Tout d'abord, Ivo Ringe détermine la couleur de base du tableau, qui apparaît souvent monochrome, mais qui se compose en réalité d'une multitude de nuances de couleurs différentes qui se superposent les unes aux autres: « Ainsi, il n'est pas rare qu'une surface prétendument noire émerge de la juxtaposition de nombreuses nuances de bleu foncé et de violet. Dans un blanc, il y a souvent jusqu'à six surfaces blanches différentes superposées les unes aux autres. » Les couleurs sont créées par ses propres combinaisons de pigments de couleur. Il place ensuite des points d'orientation sur la toile, qu'il relie à la manière d'un filet avec des coups de pinceau. Ces points d'orientation sont basés sur les proportions classiques de la beauté, telles qu'elles étaient déjà formulées dans l'Antiquité.

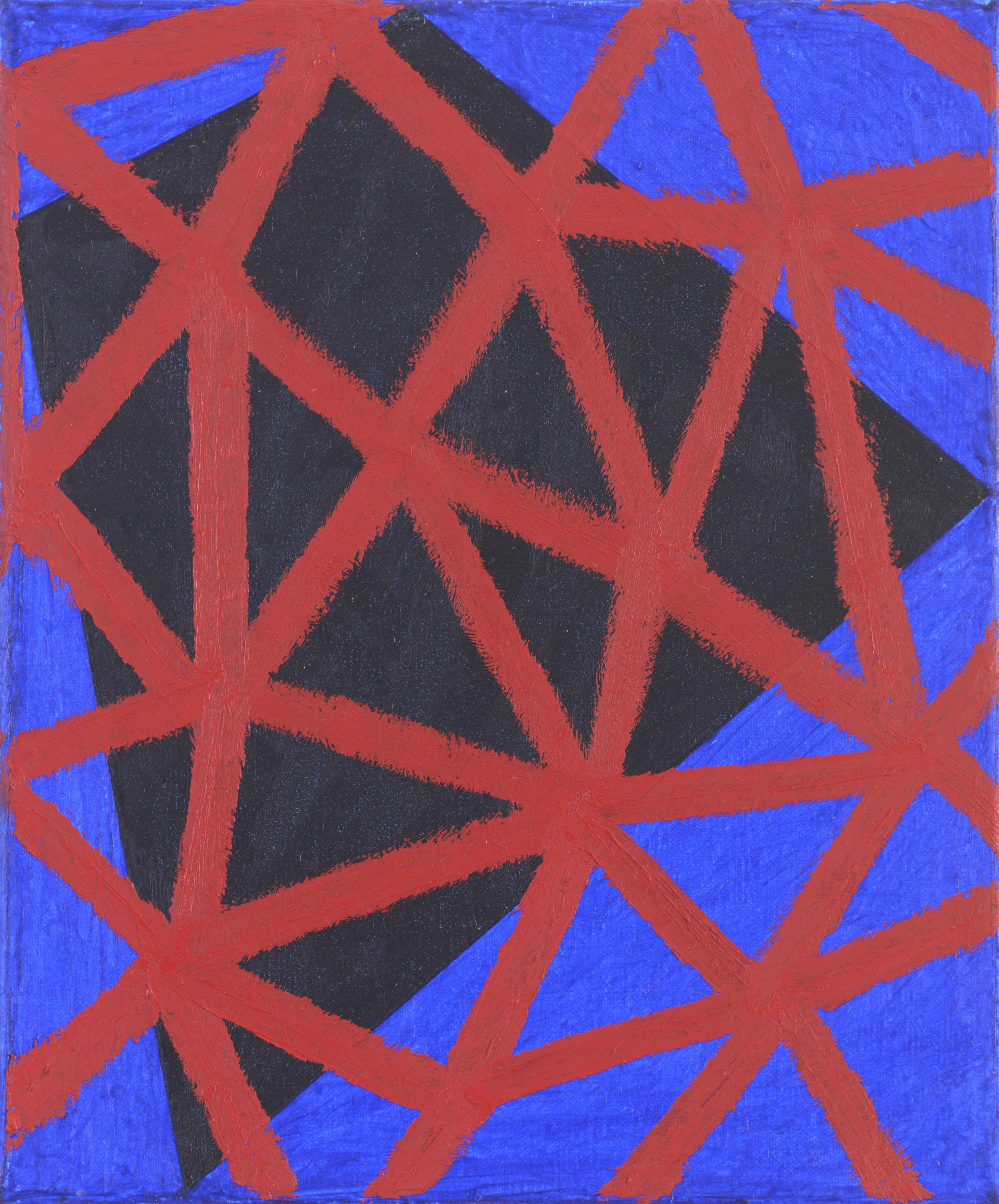
St. Yves, 30 × 24 cm, Huile sur toile (2016).
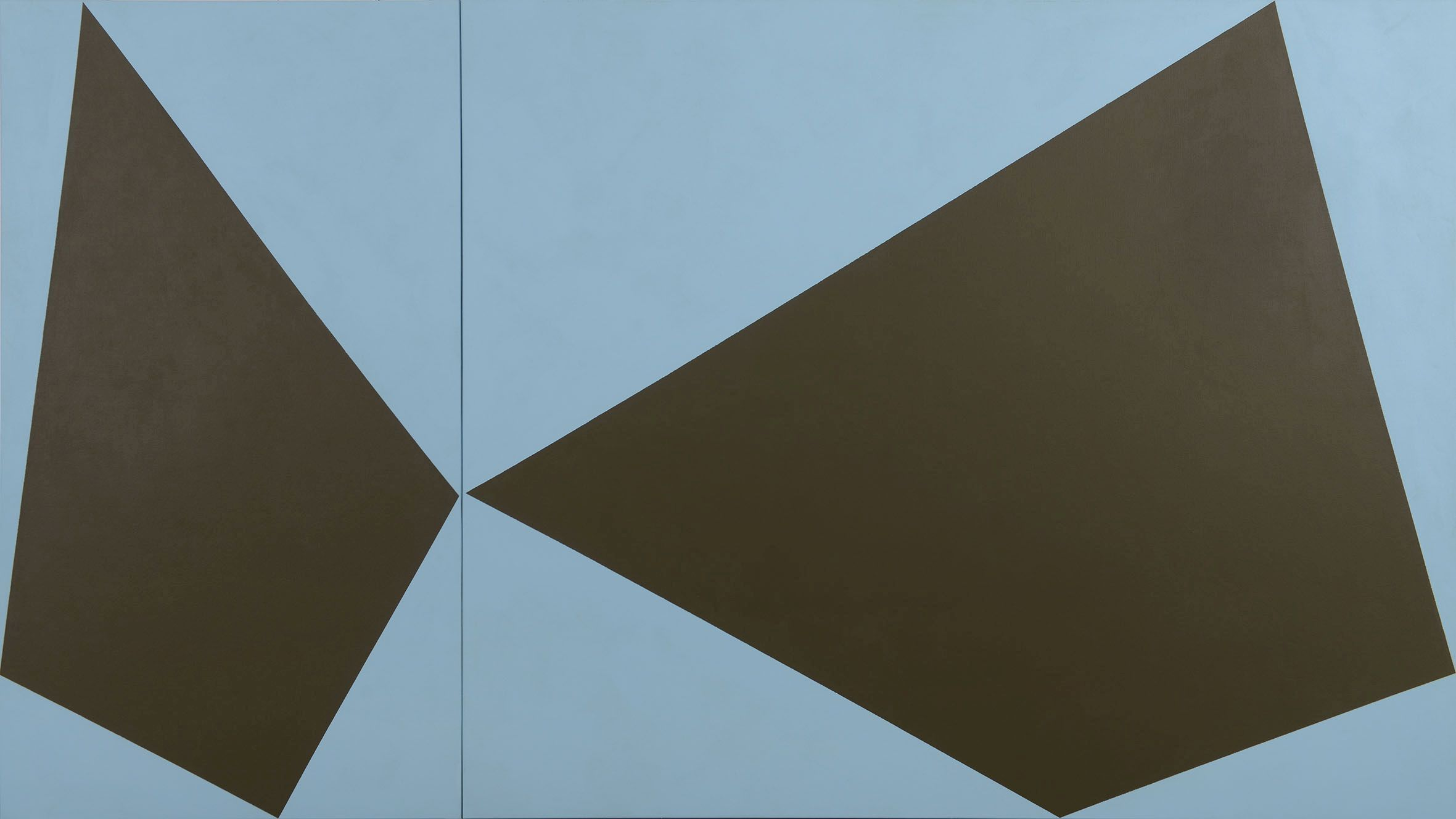
Shadow of a Field, Diptyque, 180 × 320 cm, pigments, acrylique sur lin (2015).
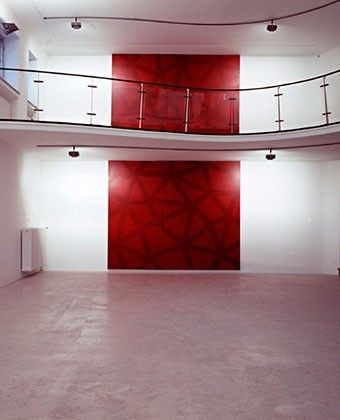
Big Energy, 560 × 340 cm, Image de l'installation Artothek Cologne, pigments, acrylique sur lin (2007).

Ringe utilise le nombre d'or, mais travaille également avec des proportions provenant d'autres cultures, comme d‘anciens textes sanskrits. Dans certains cas, ces structures nettes s'étendent au-delà du bord du tableau, semblant n'avoir ni début ni fin. Les structures rappellent la croissance des cristaux et d'autres structures dans la nature. L'œuvre émerge — comme dans la nature — d'un mélange de détermination préalable et du processus de peinture proprement dit : « Son approche [...] établit consciemment une équivalence entre le développement formel d'une peinture et la croissance d'une feuille ou d'un cristal; dans les deux cas, la complexité est obtenue par l'interaction d'éléments préétablis et aléatoires. »

## Commissaire d‘expositions
En 2014, Ivo Ringe a co-organisé avec Viola Weigel l'exposition collective Structures/Strukturen: British and German Painting in Dialogue (Strukturen/Structures: La peinture britannique et allemande en dialogue), qui a été présentée successivement à la Kunsthalle Wilhelmshaven 10 mai 2014 au 24 août 2014) et à la Newlyn Art Gallery & The Exchange  11 octobre 2014 au 3 janvier 2015) en Penzance. Huit artistes britanniques et allemands dont les œuvres abstraites sont caractérisées par des structures ont présenté leur travail. Les artistes de l'exposition ont été sélectionnés par Ringe, qui a également développé le concept de l'exposition.
Toujours en 2014 (du 18 novembre au 13 décembre 2014), Ivo Ringe, avec Joe Barnes et Po Kim, a organisé l'exposition collective Painting Black (La peinture noire) pour la Sylvia Wald and Po Kim-Art Gallery à New York, avec plus de trente artistes de différents pays.
Du 18 juillet au 8 octobre 2016, la Newlyn Art Gallery & The Exchange a présenté une exposition collective intitulée Restructured (Restructuré), dans laquelle des artistes de la première exposition de 2014 ainsi que des artistes nouvellement accueillis ont exposé leurs œuvres. Les artistes ont été sélectionnés par Ivo Ringe. Du 18 juillet au 6 août, de nombreux artistes ont travaillé sur place dans le cadre d'un programme de résidence. Les visiteurs pu pouvaient leur rendre visite dans l'atelier et assister en direct à la création des œuvres. Des conférences et des séminaires ont été organisés en parallèle par les artistes.
Blair Todd, le conservateur du musée, a mentionné dans une interview vidéo que c'était principalement grâce à « l'énergie et à la passion » d'Ivo Ringe que cette résidence d'artistes a eu lieu. James Green, le directeur, explique dans la même vidéo que le musée ne vise pas seulement à exposer les positions actuelles de l'art abstrait, mais surtout à créer un « espace expérimental créatif où les artistes peuvent s'inspirer les uns des autres ».
Du 10 au 24 février 2018, un autre Artist in Residence a eu lieu sur le thème des Structures à Penzance, là encore les artistes ont été sélectionnés par Ivo Ringe.
À la suite de l'exposition Painting Black à New York en 2014, Ivo Ringe a été invité par Carl-Jürgen Schroth à organiser également une exposition sur ce thème dans la collection Schroth au musée Morgner de Soest. Quarante-deux artistes internationaux de différents pays ont exposé leurs œuvres noires.
En 2020, Ivo Ringe et la conservatrice Juliane Rogge ont organisé l'exposition collective Multilayer Vision 20/20 pour la collection Schroth au Museum Morgner. Cinquante artistes internationaux exposent leurs nouvelles œuvres sur l'art concret, qui a évolué au cours des cent dernières années depuis Theo van Doesburg : « L'art concret ne conquiert pas seulement la troisième dimension, mais en ce faisant, il s'adapte aussi à un présent complexe. »
En septembre 2024, Ringe a organisé, en collaboration avec la collection Schroth au Museum Morgner, l'exposition de groupe 3D. Wegweisende Plastik der konkreten Gegenwart (3D. Plastique pionnière du présent concret), qui présente pour la première fois en Allemagne exclusivement des sculptures d'artistes concrets contemporains. Trente-neuf artistes internationaux ont utilisé les matériaux les plus divers pour concevoir l'espace comme thème de leur réflexion dans leurs sculptures. L'exposition a été présentée à Soest, Allemagne, jusqu'au 1er décembre 2024.

## Œuvres dans des collections publiques (sélection)
- Electric Chair[17], Museum Katharinenhof, Kranenburg, Allemagne
- Artothèque Cologne[18], Cologne, Allemagne
- Artothèque Wiesbaden[19] Wiesbaden, Allemagne
- Collection d'art Volksbank de l'Ortenau[20] Offenbourg, Allemagne
- Artothèque Musée de la ville Siegburg[21] Siegburg, Allemagne
- Sammlung Schroth, Musée Morgner de Soest[22], Soest, Allemagne
- Villa Zanders[23] Bergisch Gladbach, Allemagne

## Expositions solo (sélection)
- 1993: Ivo Ringe: In den Bovenzaal (Ivo Ringe: Dans la chambre haute)[24], Galerie Nouvelles Images, La Haye, Pays-Bas
- 1994: Ivo Ringe: Der Heilige Narr (Ivo Ringe: Le saint fou)[25], Siegburg, Allemagne
- 2006: Ivo Ringe: New Paintings (Ivo Ringe: Nouvelles peintures)[26], McBride Fine Art, Antwerpen, Belgique
- 2007: Artothèque Cologne[27], Cologne, Allemagne
- 2009: Denn da ist keine Stelle, die Dich nicht sieht (Car il n'y a aucun endroit qui ne vous voit pas)[28], Landshut, Allemagne
- 2010: Cosí parló Zarathustra (Ainsi parle Zarathoustra)[29], Château de Rapallo, Rapallo, Italie
- 2011: Ivo Ringe: New Moment (Ivo Ringe : Nouveau moment)[30], Schaltwerk Kunst (Galerie Nanna Preußners), Hambourg, Allemagne
- 2015: Wisse das Bild (Connaître l'image)[26], Kunsthaus Rehau (L'Institut für Konstruktive Kunst und Konkrete Poesie de Eugen Gomringer), Rehau, Allemagne
- 2016: Die Proportion der Dinge (La proportion des choses)[30], Schaltwerk Kunst (Galerie Nana Preussners), Hambourg, Allemagne
- 2016: Morphic Fields[1], Hionas Gallery, New York, États-Unis
- 2018: Ivo Ringe: Or burst out from its confines and radiate (Ivo Ringe: Ou sortir de ses limites et rayonner)[31], Tremenheere Sculpture Gardens, Penzance, Angleterre
- 2019: Ivo Ringe: Simple Present (Ivo Ringe: Présent simple)[32], Galerie Floss & Schultz, Cologne, Allemagne
- 2024: Ivo Ringe: Südlicht[33], Galerie Floss & Schultz, Cologne, Allemagne

## Participations aux expositions (sélection)
- 2002: Concrete Art (L'art concret)[24], Conny Dietzschold Gallery, Sydney, Australie
- 2003: Die Achtsamkeit des Augenblicks – 5 Maler (La pleine conscience de l'instant - 5 peintres)[34], Neuer Kunstverein Aschaffenburg (Nouvelle association artistique d'Aschaffenbourg), Aschaffenbourg, Allemagne
- 2005: At the Moment[24], Studio 18 Gallery, New York, États-Unis
- 2008: NOW![35], Museum Katharinenhof, Kranenburg, Allemagne
- 2009: Six Years McBride Fine Art (Six ans McBride Fine Art)[24], McBride Fine Art, Antwerpen, Belgique
- 2011: Ornamental (Ornementale)[24], Galerie municipale de la ville Lippstadt, Allemagne
- 2013: Reticulate (Réticulé)[36], McKenzie Fine Art, New York, États-Unis
- 2014: Strukturen/Structures: Britische und Deutsche Malerei im Dialog (Strukturen/Structures: La peinture britannique et allemande en dialogue)[37], Kunsthalle (Musée d'art) Wilhelmshaven, Allemagne
- 2014: Structures/Strukturen: British and German Painting in Dialogue (Strukturen/Structures: La peinture britannique et allemande en dialogue)[38], Newlyn Art Gallery, Penzance, Angleterre
- 2014: Painting Black (La peinture noire)[39], Sylvia Wald and Po Kim Art Gallery, New York, États-Unis
- 2016: Restructured (Restructuré)[40], Newlyn Art Gallery, Penzance, Angleterre
- 2016: The Pattern reveals Itself (Le modèle se révèle)[41], Claudia Weil Galerie, Friedberg, Allemagne
- 2017: Painting Black (La peinture noire)[42], Sammlung Schroth, Musée Morgner de Soest, Allemagne
- 2017: The underlying Shape(La forme sous-jacente)[43], Galerie Floss und Schultz, Cologne, Allemagne
- 2018: Structures Residency (Résidence Structure) [44], Newlyn Art Gallery, Penzance, Angleterre
- 2018: Köln Plus: Farbmalereipositionen (Cologne Plus: Postes de peintre en couleur)[45],Oberhausen, Allemagne
- 2019: Dots, Points, Circles (Pois, Points, Ccercles)[46], Claudia Weil Galerie, Friedberg, Allemagne
- 2020: Multilayer Vision 20/20[47], Sammlung Schroth, Musée Morgner de Soest, Allemagne
- 2020: Schönheit!? (La beauté!?)[48], Galerie Gisela Clement, Bonn, Allemagne
- 2021: Hommages[49], Salon des Réalités nouvelles/association loi de 1901, Paris, France
- 2024: 3D. Wegweisende Plastik der konkreten Gegenwart (3D. Plastique pionnière du présent concret)[16], Sammlung Schroth, Musée Morgner de Soest